# Seiya Hayata
Seiya Hayata (japanisch 早田 聖也 Hayata Seiya; * 22. September 1995 in Hiroshima) ist ein japanischer Eishockeyspieler, der seit 2022 für die Mannschaft der Nikkō IceBucks in der Asia League Ice Hockey spielt.

## Karriere
Seiya Hayata begann seine Karriere als Eishockeyspieler in nordamerikanischen Nachwuchsmannschaften. Dabei kam er unter anderem auch zu insgesamt 18 Einsätzen in der North American Hockey League. 2016 kehrte er in sein Geburtsland zurück und spielte sechs Jahre für die Tōhoku Free Blades aus der Asia League Ice Hockey. Als die Asia League nach dem Ende der durch die COVID-19-Pandemie bedingten Pause 2022 ihren Spielbetrieb wieder aufnahm, wechselte er zum Ligakonkurrenten Nikkō IceBucks.

### International
Für Japan nahm Hayata im Juniorenbereich an der U20-Weltmeisterschaften 2015 in der Division I teil.
Für das japanische Herren-Team spielte er erstmals bei der Weltmeisterschaft der Division I 2018. Auch Weltmeisterschaft der Division I 2019 und Weltmeisterschaft der Division I 2023, als der Aufstieg von der B- in die A-Gruppe gelang, spielte er in der Division I.

## Erfolge und Auszeichnungen
- 2023 Aufstieg in die Division I, Gruppe A, bei der Weltmeisterschaft der Division I, Gruppe B

## Asia-League-Statistik
(Stand: Ende der Saison 2022/23)